# Cantón de La Roche-Canillac
El cantón de La Roche-Canillac era una división administrativa francesa, que estaba situada en el departamento de Corrèze y la región de Limusín.

## Composición
El cantón estaba formado por once comunas:
- Champagnac-la-Prune
- Clergoux
- Espagnac
- Gros-Chastang
- Gumond
- La Roche-Canillac
- Marcillac-la-Croisille
- Saint-Bazile-de-la-Roche
- Saint-Martin-la-Méanne
- Saint-Pardoux-la-Croisille
- Saint-Paul

## Supresión del cantón de La Roche-Canillac
En aplicación del Decreto n.º 2014-228 de 24 de febrero de 2014, el cantón de La Roche-Canillac fue suprimido el 22 de marzo de 2015 y sus 11 comunas pasaron a formar parte; diez del nuevo cantón de Sainte-Fortunade y una del nuevo cantón de Égletons.